# Канака (заказник)
«Канака» (укр. «Канака», крымскотат. «Kanaka», «Канака») — ботанический заказник республиканского значения, расположенный на Южном берегу Крыма на территории Алуштинского горсовета (Крым).  Площадь — 160 га. Землепользователь — Судакское государственное лесоохотничье хозяйство.

## История
Заказник основан в 1987 году Постановлением Совета Министров УССР от 7 января 1987 года № 2 на базе памятника природы, созданного в 1947 году.

## Описание
Расположен на юго-восточных приморских склонах горы Янтуру (343 м), на западном борту Канакской балки, на 1.5 км восточнее села Рыбачье. Угодья Приветненского лесничества, квадраты 38-40. На территории непосредственно восточнее заказника расположен курорт Канака.
Ближайший населённый пункт — Рыбачье, город — Судак.

## Природа
В Канакской балке находится реликтовая роща представленная древовидным можжевельником высоким (Juniperus excelsa) и фисташкой туполистой  (Pistacia atlantica subsp. mutica). Такие рощи сохранились только на Форосе, на мысе Мартьян в Никитского ботанического сада, Новом Свете. Возраст одного из деревьев можжевельника достиг 1400 лет.